# د مکابیز
د مکابیز (به انگلیسی: The Maccabees) نام یک گروه موسیقی ایندی راک بریتانیایی است که در سال ۲۰۰۴ در لندن شکل گرفت. نخستین اثر این گروه با نام اکس-ری (به انگلیسی: X-Ray) در نوامبر ۲۰۰۵ منتشر شد.